# Gerard Adriaan Heineken
Gerard Adriaan Heineken (Amsterdam, 28 september 1841 – aldaar, 18 maart 1893) was de oprichter van brouwerij Heineken. In 1864 nam hij brouwerij De Hooiberg aan de Nieuwezijds Voorburgwal in Amsterdam over, waar hij een nieuw bier begon te brouwen.

## Leven en werk
Heineken is geboren als zoon van de koopman Cornelis Heineken en Anna Geertruida van der Paauw, zuster van Salomon van der Paauw.
Na het overlijden van zijn vader kocht Heineken op 15 februari 1865 de Amsterdamse bierbrouwerij De Hooiberg. Hij richtte de Heinekens Bierbrouwerij Maatschappij op en breidde de activiteiten uit, onder andere door een brouwerij in Rotterdam te stichten. Als bierbrouwer legde hij de nadruk op kwaliteit en zijn bier werd bekroond met internationale prijzen. Hij volgde de trend uit Duitsland door over te stappen van bovengisting naar ondergisting en was de eerste brouwer ter wereld met een laboratorium voor kwaliteitscontrole. Hij trok Hartog Elion, een leerling van Louis Pasteur, aan als hoofd van het laboratorium. Elion isoleerde in 1886 een gist, het Heineken A-gist, dat in de 21e eeuw nog gebruikt wordt.
Heineken was van 1871 tot 1877 lid van de gemeenteraad van Amsterdam en speelde een belangrijke rol bij het tot stand komen van het Rijksmuseum, het Amstel Hotel, en de aanleg van het Noordzeekanaal. Hij was ook medeoprichter van dagblad De Telegraaf.
Heineken trouwde in 1871 met jonkvrouw Mary Tindal. Hij overleed in 1893 onverwacht op 51-jarige leeftijd tijdens een jaarvergadering van zijn bedrijf, en werd op 21 maart 1893 op de begraafplaats Zorgvlied begraven. Tegen de tijd dat Heineken overleed, was de brouwerij uitgegroeid tot een van de grootste brouwerijen in Nederland. Zijn zoon Henry Pierre Heineken (van wie hij mogelijk niet de biologische vader was) had vanaf 1917 de leiding over het bedrijf. Diens zoon, Freddy Heineken, heeft de brouwerij tot internationaal concern uitgebouwd.